# Ruth Furstenborg
Ruth Irene Furstenborg, född 21 mars 1890 i Torups församling, Hallands län, död 29 november 1972 i Helsingfors, var en svensk-finländsk redaktör.
Furstenborg, som var dotter till möbelfabrikör Aron Gustafsson Lindqvist och Hanna Andersson, blev student 1910 och studerade vid universiteten i Giessen (phil.kand.), Heidelberg, Genève och Göteborg 1911–1914. Hon företog studieresor till USA 1915–1917, Tyskland 1922 och det ockuperade Rhenlandet 1923. Hon var föreståndare vid Svenska Upplysningsbyrån 1935–1946 och huvudredaktör vid Vår Tid 1935–1960. Hon var viceordförande i stiftelsen Svenska Invalidhem 1941–1964. Hon tilldelades Finlands svenska publicistförbunds pris 1960. Hon ingick 1915 äktenskap med ingenjör Axel Ragnar Furstenborg (skild 1935).
Ruth Furstenborg skrev under pseudonymerna Bileam, Nix, Christina och r.F-bg.